# Hellfried von Krafft-Ebing
Hellfried von Krafft-Ebing (* 2. März 1907 in Wien, Österreich-Ungarn; † 5. Oktober 1990 in Graz) war ein österreichischer Maschinenbautechniker, Motorradrennfahrer, Firmengründer, Unternehmer und Kaufmann.

## Leben
Hellfried Richard Johann Josef Freiherr von Krafft-Ebing wurde am 2. März 1907 als der jüngere Sohn des Rittmeisters Friedrich von Krafft-Ebing (1876–1945) und Elisabeth, geb. Hofmeier geboren. Er war ein Enkel des bekannten deutsch-österreichischen Psychiaters und Rechtsmediziners Richard von Krafft-Ebing. Wie auch sein älterer Bruder Herbert (1904–1997) wuchs Hellfried von Krafft-Ebing im elterlichen Schloss Gießhübl bei Amstetten auf, absolvierte dort, unterrichtet von einem Privatlehrer, die Volksschule, besuchte dann 1917 das Gymnasium im Theresianum in Wien und studierte anschließend an der Technischen Hochschule in Graz Fachrichtung Maschinenbau.
Schon in seiner Gymnasialzeit war Hellfried von Krafft-Ebing sportbegeistert und erzielte Bestplatzierungen in den Leichtathletikdisziplinen des Diskuswerfens und des Kugelstoßens. In den 1920er und 1930er Jahren war Krafft-Ebing, als Mitglied des Steiermärkischen Automobilklubs, Teilnehmer an zahlreichen Rennen und Wertungsfahrten des Motorradsportes in Österreich, vorwiegend in der Steiermark. In den Rennen fuhr er ein Motorrad der Marke Calthorpe (Type: Calthorpe Ivory 350 cm³, später 500 cm³) des britischen Herstellers Calthorpe Motor Co Limited aus Birmingham, gelegentlich auch ein Motorrad der Marke BMW (300 cm³). Oftmals ging Krafft-Ebing bei diesen Motorradsportbewerben als Sieger bzw. als Zweit- oder Drittplatzierter hervor und erreichte somit in der österreichischen Motorradsportgeschichte einen hohen Bekanntheitsgrad. 1935 war er Leiter der Gymkhanaspiele – eines Geschicklichkeitsturniers für Motorräder – im steirischen Stainz. 1936 war er Rennleiter beim Motorradtorlauf in Geistthal.
1937 übernahm Krafft-Ebing, Maschinenbauingenieur, gemeinsam mit seinem Jugendfreund und Studienkollegen Wolfgang Denzel (1908–1990), dem späteren Generalimporteur für Österreich, anfangs in Graz, die Handelsvertretung für die BMW AG für Steiermark und Kärnten. Zeitgleich hatte Krafft-Ebing auch die Vertretung für den US-amerikanischen Kühlgerätehersteller Frigidaire.
Nach dem Zweiten Weltkrieg baute Hellfried von Krafft-Ebing, spezialisiert in Kälte- und Wärmetechnik, beruflich die „Österreichische Kühlanlagenbaugesellschaft“ und das unter seinem Namen firmierte Unternehmen „Fa. Hellfried Krafft-Ebing, Heizungstechnik“ und die Vertretung der Ölbrennersparte der Fa. Garvens mit Sitz in Graz auf.
Hellfried von Krafft-Ebing war verheiratet mit Edeltrud, geb. Albrecher (1909–2000) und Vater von zwei Töchtern, Ingrid (* 1940) und Alice (* 1946). Am 5. Oktober 1990 verstarb Hellfried Freiherr von Krafft-Ebing in Graz und wurde in der Familiengruft am Friedhof Graz-St. Leonhard beigesetzt.

## Rennveranstaltungen und Wertungen
- Österreichischer Motorradsport:
  - Motorradrennen, Wertungsfahrten (Auszug)
- 1928: 6. Steirische Bergland Jubiläumsfahrt, Sieger
  - Alpenländische Kartellfahrt: Katschberg / Pötschenpass
- 1929: Alpenländische Kartellfahrt, Sieger
  - Steirische Berglandfahrt, Sieger
  - Tourenfahrten-Wettbewerb, Plakette
  - Geschicklichkeitsprüfung Eisenerz, 3. Platz
- 1930: Fuchsjagd, 3. Platz
  - 2. Schlüsselfahrt (BMW), Schlüssel
  - Prebichlrennen, 4. Platz
  - 8. Berglandfahrt, beste Wertung aller Solomaschinen
  - 1. Alpenpässefahrt, Gesamtsieger
- 1931: 2. Alpenpässefahrt, Hauptsieger
  - Motorrad-Skijöring, Neuberg an der Mürz, 2. Platz
- 1932: 5. Prebichlrennen, Sieger mit Bestzeit und Streckenrekord
  - Alpen- u. Pässefahrt, Sieger
- 1933: Österr. Alpenpokal, Strecke Prebichl, Sieger
- 1935: Skijöring, unter/über 500 cm³, 2-mal 2. Platz
- 1938: 1. Berglandfahrt der Ostmark